# Station Turnhout
Station Turnhout is een spoorwegstation langs spoorlijn 29 in de Belgische stad Turnhout. Het station is het eindpunt van het traject Herentals - Turnhout. Eerder bestond er een doorgaande verbinding via Baarle naar Tilburg in Nederland, het zogenoemde Bels lijntje.

## Geschiedenis
De spoorlijn werd geopend in 1855 en was destijds eigendom van Société anonyme du chemin de fer de Turnhout (Société Anonyme des chemins de fer d'Anvers à Rotterdam). In 1959 werd de lijn voor personenvervoer opgeheven, maar in 1970 weer heropend.
Het in neorenaissance uitgevoerde stationsgebouw dateert uit 1896. De overkapping was afkomstig vanuit het oude stationsgebouw van Antwerpen-Oost (thans Antwerpen-Centraal). De oude overkapping is eerder afgebroken in verband met de hoge onderhoudskosten. Een schaalmodel van deze overkapping is later gebouwd in het stadspark bij het stationnetje van de stoomtreingroep.
In 2007 werd de entreehal ingrijpend gerenoveerd. Ook de loketten en bijhorende ruimten voor de NMBS-medewerkers werden vernieuwd. De perrons werden in 2019 verhoogd.

## Treindienst
| Serie    | Treinsoort            | Route                                                                                            | Bijzonderheden                                    |
| -------- | --------------------- | ------------------------------------------------------------------------------------------------ | ------------------------------------------------- |
| IC 11    | Intercity (NMBS)      | Binche – La Louvière-Centrum – Brussel-Zuid – Schaarbeek [ – Mechelen – Turnhout ]               | Rijdt in het weekend tussen Binche en Schaarbeek. |
| IC 30    | Intercity (NMBS)      | Turnhout – Antwerpen-Centraal                                                                    | Stopt op werkdagen niet tussen Herentals en Lier. |
| ICT 6710 | Toeristentrein (NMBS) | [ Neerpelt – ] / [ Turnhout – ] Herentals – Mechelen – Gent-Sint-Pieters – Brugge – Blankenberge | Rijdt in juli en augustus.                        |

## Reizigerstellingen
De grafiek en tabel geven het gemiddeld aantal instappende reizigers weer op een week-, zater- en zondag.
| Tabel: aantal instappende reizigers station Turnhout | Tabel: aantal instappende reizigers station Turnhout | Tabel: aantal instappende reizigers station Turnhout | Tabel: aantal instappende reizigers station Turnhout |
|                                                      | Weekdag                                              | Zaterdag                                             | Zondag                                               |
| ---------------------------------------------------- | ---------------------------------------------------- | ---------------------------------------------------- | ---------------------------------------------------- |
| 1977                                                 | 395                                                  | 25                                                   | -                                                    |
| 1978                                                 | 454                                                  | 56                                                   | 79                                                   |
| 1979                                                 | 487                                                  | 114                                                  | 107                                                  |
| 1980                                                 | 429                                                  | 148                                                  | 151                                                  |
| 1981                                                 | 491                                                  | 204                                                  | 157                                                  |
| 1982                                                 | 495                                                  | 55                                                   | 128                                                  |
| 1983                                                 | 420                                                  | 47                                                   | 193                                                  |
| 1984                                                 | 623                                                  | 206                                                  | 363                                                  |
| 1985                                                 | 762                                                  | 326                                                  | 521                                                  |
| 1986                                                 | 811                                                  | 342                                                  | 538                                                  |
| 1987                                                 | 814                                                  | 415                                                  | 506                                                  |
| 1988                                                 | 838                                                  | 328                                                  | 716                                                  |
| 1989                                                 | 936                                                  | 468                                                  | 574                                                  |
| 1990                                                 | 1 039                                                | 579                                                  | 915                                                  |
| 1991                                                 | 990                                                  | 516                                                  | 817                                                  |
| 1992                                                 | 938                                                  | 466                                                  | 789                                                  |
| 1993                                                 | 1 015                                                | 518                                                  | 727                                                  |
| 1994                                                 | 1 244                                                | 722                                                  | 636                                                  |
| 1995                                                 | 1 110                                                | 627                                                  | 817                                                  |
| 1996                                                 | 1 075                                                | 520                                                  | -                                                    |
| 1997                                                 | 1 159                                                | 910                                                  | -                                                    |
| 1998                                                 | 1 174                                                | 988                                                  | 1 156                                                |
| 1999                                                 | 1 069                                                | 578                                                  | 710                                                  |
| 2000                                                 | 1 410                                                | 566                                                  | 783                                                  |
| 2001                                                 | 1 487                                                | 510                                                  | 794                                                  |
| 2002                                                 | 1 137                                                | 554                                                  | 664                                                  |
| 2003                                                 | 1 159                                                | 778                                                  | 846                                                  |
| 2004                                                 | 1 273                                                | 592                                                  | 975                                                  |
| 2005                                                 | 1 412                                                | 574                                                  | 866                                                  |
| 2006                                                 | 1 397                                                | 670                                                  | 896                                                  |
| 2007                                                 | 1 378                                                | 592                                                  | 928                                                  |
| 2008                                                 | -                                                    | -                                                    | -                                                    |
| 2009                                                 | 1 217                                                | 481                                                  | 868                                                  |
| 2010                                                 | -                                                    | -                                                    | -                                                    |
| 2011                                                 | -                                                    | -                                                    | -                                                    |
| 2012                                                 | 1 540                                                | 655                                                  | 600                                                  |
| 2013                                                 | 1 574                                                | 657                                                  | 782                                                  |
| 2014                                                 | 1 504                                                | 534                                                  | 997                                                  |
| 2015                                                 | 1 415                                                | 563                                                  | 955                                                  |
| 2016                                                 | 1 414                                                | 504                                                  | 838                                                  |
| 2017                                                 | 1 608                                                | 657                                                  | 978                                                  |
| 2018                                                 | 1 642                                                | 708                                                  | 1 130                                                |
| 2019                                                 | 1 581                                                | 594                                                  | 1 101                                                |
| 2020                                                 | 1 010                                                | 535                                                  | 902                                                  |
| 2021                                                 | -                                                    | -                                                    | -                                                    |
| 2022                                                 | 1 311                                                | 765                                                  | 1 057                                                |
| 2023                                                 | 1 556                                                | 141                                                  | 178                                                  |
| 2024                                                 | 1 681                                                | 705                                                  | 964                                                  |

## Busverbindingen

### Stadsbuslijnen
De stadsdienst Turnhout bestaat uit 2 buslijnen van De Lijn:
| Lijn | Route                                               |
| ---- | --------------------------------------------------- |
| 1    | Turnhout Markt - Station - - Beerse - Den Hout v.v. |
| 2    | Turnhout Markt - Station - Parkwijk Den Brand v.v.  |

### Streekbuslijner
| Lijn            | Route |
| --------------- | --- |
| 200             | Turnhout Station - Vosselaar - Gierle - Tielen - Lichtaart - Kasterlee |
| 210             | Turnhout Station - Gierle - Lille - Poederlee - Vorselaar - Station Herentals |
| 212             | Turnhout Station - Gierle - Tielen - Lichtaart - (O.L.V.-Olen -) Station Herentals |
| 213 (schoolbus) | Turnhout Station - Gierle- Lille - Poederlee - Vorselaar - Grobbendonk |
| 33              | Turnhout Station - Kasterlee - Lichtaart - Herentals Station |
| 410             | Antwerpen Rooseveltplaats - Borgerhout - Deurne - shoppingcenter Wijnegem - Wijnegem - Schilde - Halle - Zandhoven - Zoersel - Sint-Antonius - Westmalle - Oostmalle - Sint-Job-in-'t-Goor - Vlimmeren - Beerse - Vosselaar - Tunhout Station - Turnhout Warande |
| 415 (snelbus)   | Antwerpen Rooseveltplaats - Borgerhout - P&R E34 (Beerse/Gierle) - Beerse - Vosselaar Station Turnhout v.v. Sneldienst |
| 416 (snelbus)   | Antwerpen Rooseveltplaats - Borgerhout - Wechelderzande - Vlimmeren - Beerse - Vosselaar - Station Turnhout v.v. Sneldienst |
| 417 (snelbus)   | Antwerpen Rooseveltplaats - Borgerhout - P&R Zoersel - Zoersel - Westmalle - Busstation Oostmalle - Vlimmeren 0 Beerse - Vosselaar - Station Turnhout (- Turnhout markt) v.v. Sneldienst                                                                         |
| 419 (schoolbus) | Zandhoven - Halle - Sint-Antonius - Westmalle - Busstation Oostmalle - Vlimmeren - Beerse - Vosselaar - Tunhout Station - Turnhout markt v.v. |
| 430             | Reusel - Arendonk - Oud-Turnhout - Turnhout - Merksplas - Wortel - Hoogstraten - Minderhout - Meer - Meerle - Meersel-Dreef v.v. |
| 431             | Turnhout Station - Vosselaar - Beerse - Rijkevorsel Kerk |
| 432             | Arendonk - Turnhout Station - Merksplas - Rijkevorsel - Sint-Lenaarts - Station Brecht (Noorderkempen) v.v. |
| 433 (schoolbus) | Turnhout Markt - Turnhout Station - Vosselaar - Beerse - Rijkevorsel - Hoogstraten v.v. |
| 434 (schoolbus) | Station Turnhout - Vosselaar - Beerse - Merksplas - Wortel - Hoogstraten v.v. |
| 435 (schoolbus) | Station Turnhout - Turnhout industrie - Beerse - Rijkevorsel - Hoogstraten v.v. |
| 450             | Station Tilburg - Goirle - Poppel - Weelde - Eel - Ravels - Oosthoven - Turnhout Station v.v. |
| 451             | Poppel - Weelde - Ravels - Oosthoven - Turnhout Station v.v. |
| 460             | Station Turnhout - Weelde-station - Baarle-Nassau - Baarle-Hertog - Zondereigen v.v. |
| 470             | Turnhout Station - Oud-Turnhout - Retie - Dessel - Achterbos - Mol Station |
| 490             | Turnhout Station - Kasterlee - Station Geel - Geen AZ Dipna |

## Galerij

Stationsgebouw
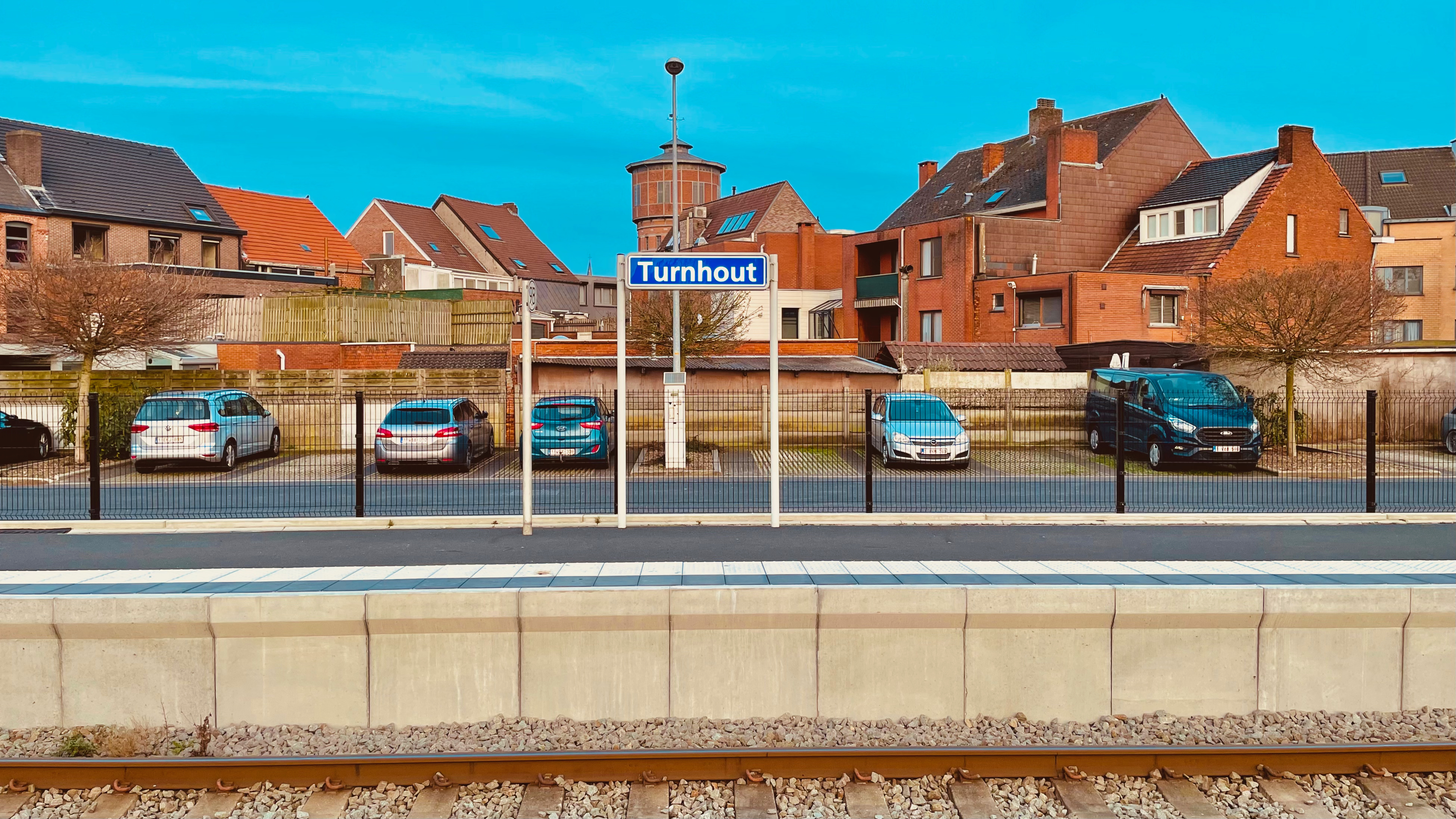
Naambord op een perron
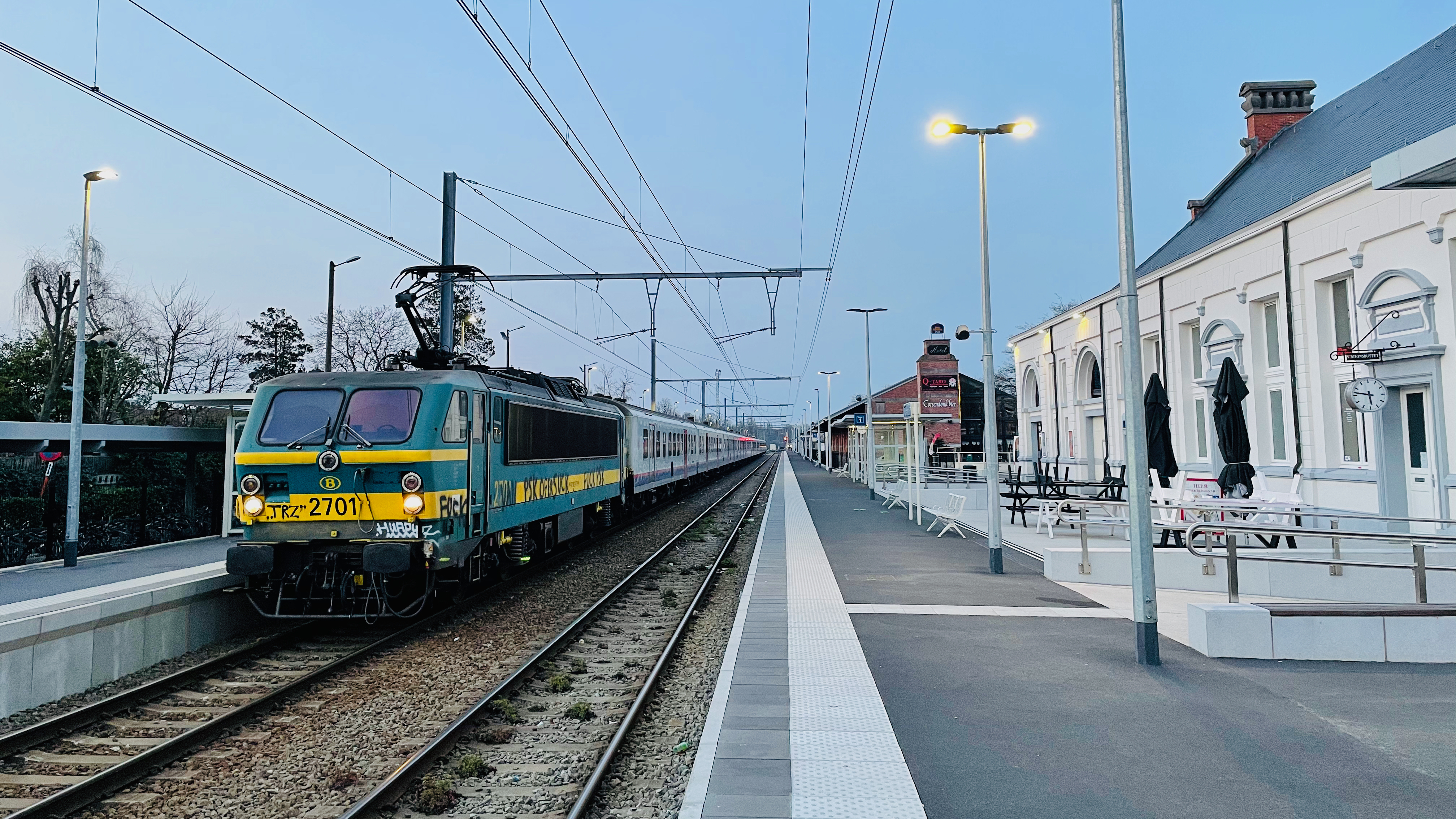
Zicht op de perrons
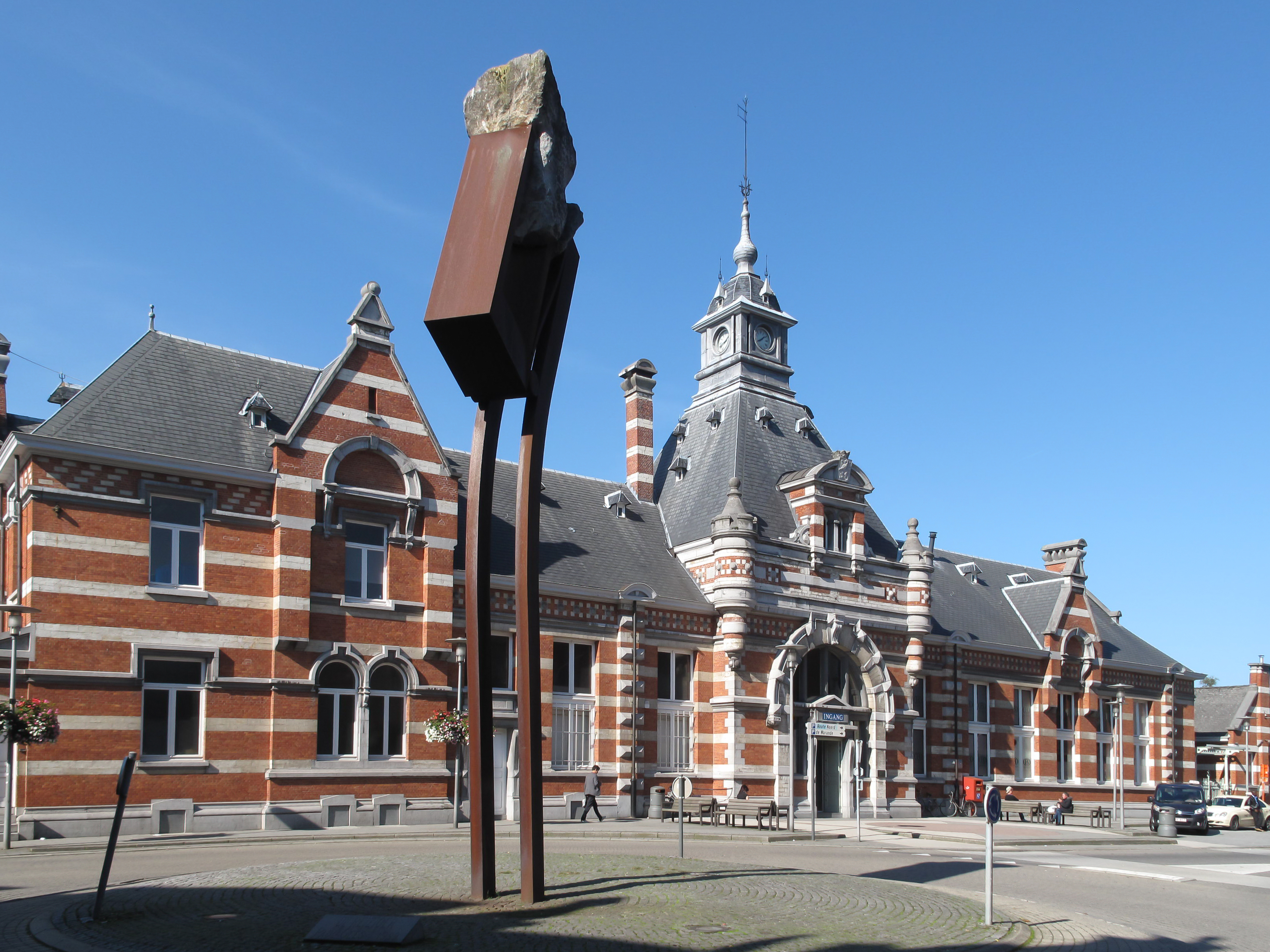
Het stationsgebouw
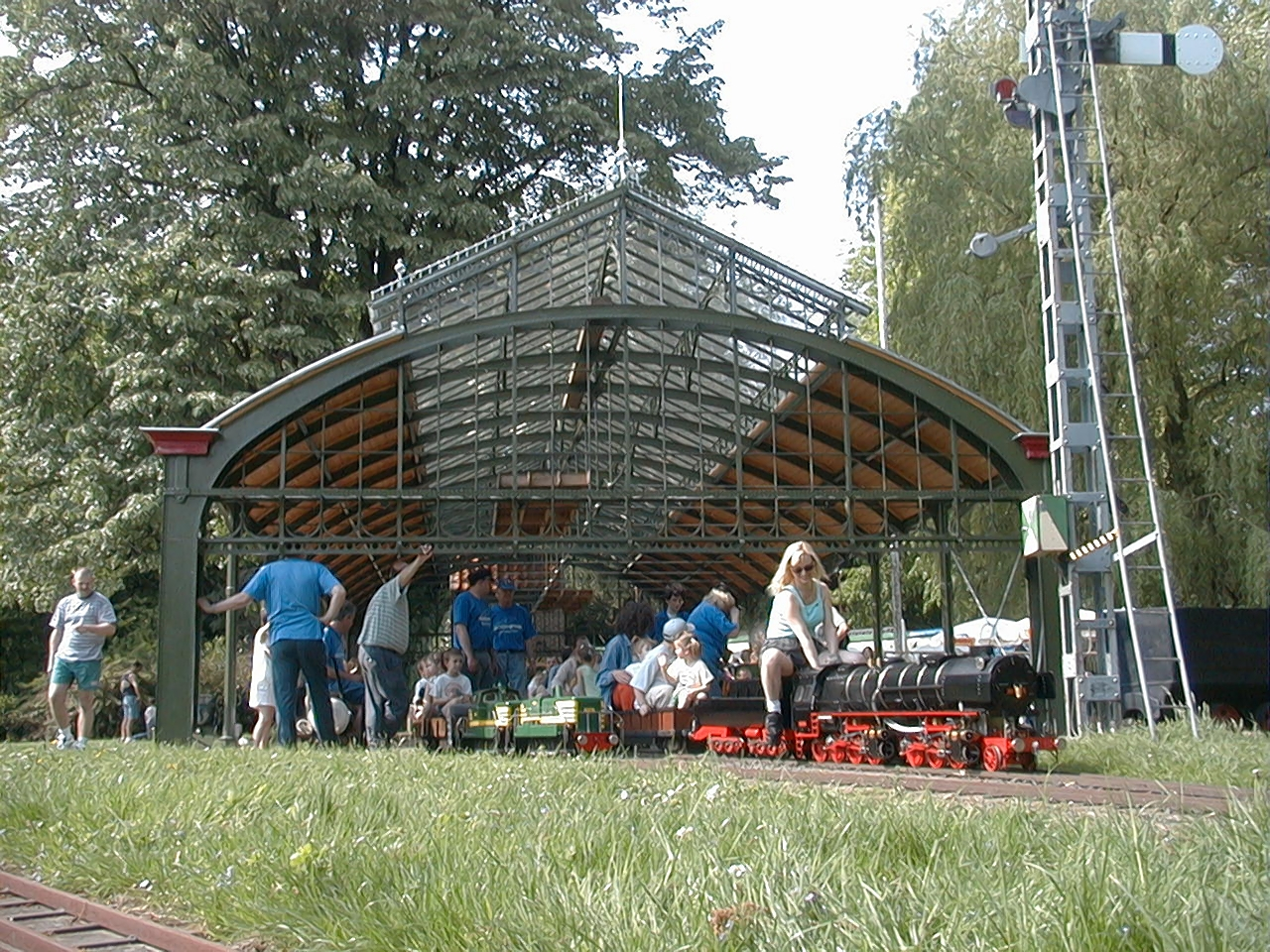
Replica overkapping station
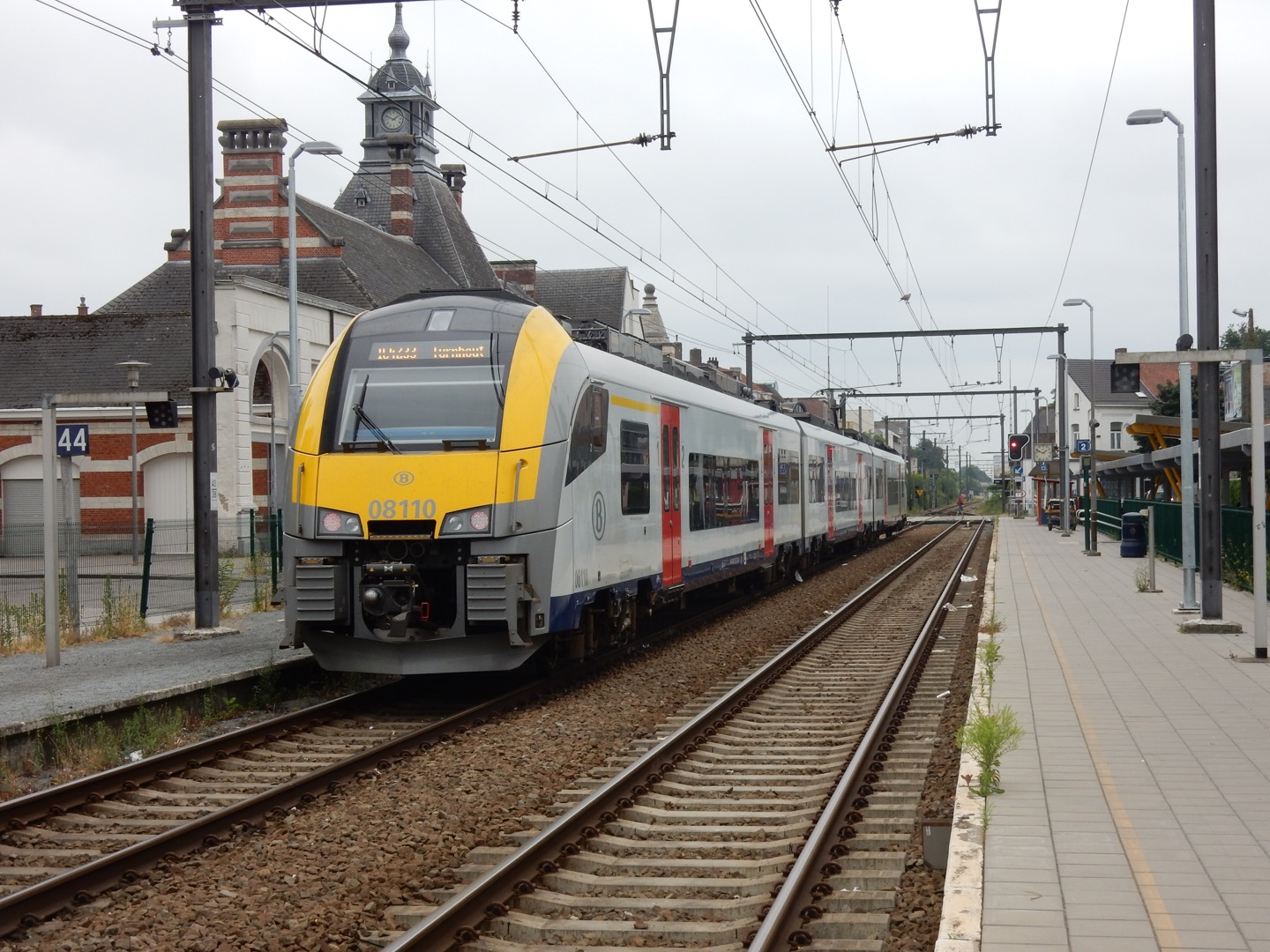
Desiro op station Turnhout

3,7: Ramsel ·
6,7: Westmeerbeek ·
7,8: Hulshout ·
9,9: Heultje ·
14,1: Noorderwijk-Morkhoven ·
15,8: Schravenhage ·
22,0: Herentals ·
27,9: Lichtaart ·
31,3: Tielen ·
39,4: Turnhout ·
48,3: Weelde-Merksplas ·
49,0: Baarle-Nassau Grens ·
53,7: Baarle-Nassau ·
58,3: Alphen ·
65,4: Riel ·
71,9: Tilburg Universiteit ·
75,2: Tilburg